# 은밀하게 위대하게
《은밀하게 위대하게》는 대한민국의 만화가인 Hun(최종훈)이 2010년 7월 5일부터 2011년 4월 28일까지 다음 만화속세상에 연재했던 웹툰으로서 2011 대한민국 콘텐츠어워드 만화부문 장관상을 수상했다.

## 줄거리
북한에 최고특수 부대인 5446부대에 오성조 3대 조장 원류환은 북한에서 첩보임무를 받고 남한에 오게 된다. 남한에서 자신을 감추고 바보 방동구라는 다른 삶으로서 살던 2년째 흑룡조 조장 리해랑이 찾아오고 뒤이어 감시자인 오성조 4대 조장 리해진이 찾아오게 된다. 이들은 남한에서 점차 평범한 무언가를 각자 소망하게 된다. 이때 북한 측에서 남한과 원만한 관계를 위해 리해랑의 아버지는 그들을 없애기 위해 연어를 불러들이라 하지만 그들을 교육시킨 김태원 대좌는 그들의 명예를 위해 자살명령을 내리게 해달라한다. 원류환은 이에 타당한 이유와 오마니에 대한 보장을 듣고 싶어한다. 그에 따라 북한의 명령에 응하지 않자 결국 북한 특수부대 교관 대좌 김태원이 내려오면서 그들의 운명은 비극에 처하게 된다.

## 등장인물

### 간첩
- 원류환/방동구24세)

5446부대 오성조 3대 조장. 뛰어난 전투력을 가졌고 5개 국어를 자유자재로 소화할 수 있는 엘리트 간첩. 남한 최하층민에 위장잠입하여 그들의 군사정보를 빼오라는 임무를 받고 2년째 방동구라는 가명으로 서울의 어느 달동네에서 바보백수 노릇을 하고있다. 동네 꼬맹이들에게도 놀림거리가 되는게 여간 수치스러운게 아니었지만 이런것또한 임무의 연속이라고 생각하며 애써 눌러참고 있었다. 하지만 시간이 흘러갈수록 고국에 홀로있을 어머니에 대한 그리움과 군사기밀과는 아무런 상관없는 동네 주민들의 소박하고 행복한 일상에 대한 동정심이 폭발하면서 내적으로도 많은 갈등을 하기 시작한다.
- 리해랑/김민수(24세)

5446부대 흑룡조 3대 조장. 류환의 절친. 리무혁 대장의 외아들이지만 낙하산이라고 수군거릴까봐 가족관계를 절친 류환에게도 숨겼고 류환 역시 그가 빽줄이 아닌 정당한 실력으로 조장이 됐다고 말한다. 어딘가 무뚝뚝한 류환과는 달리 무척이나 능구렁이다. 남한에서의 위장직업은 오디션을 전전하는 기타리스트인데 오디션에서 탈락한 뒤 "남조선 아새끼들 실력돋네, 실력돋아"라고 말하는 것으로 보아 연주실력은 보통이하인듯 하다. 류환과 같은 동네에 있는 고영감의 월세집에 세들어살고 있다.
- 리해진/이해진(17세)

5446부대 오성조 4대 조장. 훈련병 시절부터 일주일에 훈련이 없는 6시간마저도 헬스장에서 단련을 하는 류환을 보면 엄청난 사람이라고 느끼며 그때부터 그를 우상으로 여기기 시작한다. 그래서 오성조로 데려가달라고 부탁했지만 류환이 그의 다리를 칼로 찌르면서 "죽을만큼 고통스러운 모든 훈련과정을 이겨내고 간첩이 된다면 소원대로 오성조로 데려가주겠다"라는 말을 했는데 이 한마디에 엄청난 자극을 받아 엄청난 근성으로 훈련생활을 견뎌냈고 결국 열일곱이란 어린 나이에 최연소로 조장자리에 올라 해랑과 류환을 밀착감시(라기 하작한더질)
- 서수혁

5446부대 백두조 3대 조장....으로 위장한 남한 국정원 요원으로 일하는 사실상 이중간첩. 서른도 안된 류환이 생사를 오가는 고민을 하는걸 꽤나 안타까워하며 여러 가지로 도움의 손길을 내민다. 원작에서는 북한 간첩이었던 부친이 김태원 손에 살해당했다는 과거가 있지만 영화판에서는 류환, 해랑, 해진과 마찬가지로 원래 북에서 나고자란 5446 부대원이었으며 탈출중 동생을 잃었다는 설정으로 나온다. 영화 특정상 그런 세세한 부분까지 다룰수가 없기 때문에 바꾼것 같다.
- 서상구

류환의 동네에 배달을 오는 우원ㄱ로 보이지만 실은 류환과 마찬가지로 간첩신분이다. 주요임무는 간첩들에게 편지를 내통하는 것. 특히 류환하고는 임무관계를 떠나 꽤나 각별한 사이라 남몰래 그의 어머니 사진을 가져다주기도 한다. 여기까지만 본다면 평범한 사람인것으로 보였으나 진짜 정체는 김일성대학에서 인민학을 가르치는 교수다.
- 최완우(28세)

흑룡조 부조장. 해랑을 조장이라고 부르며 깎듯이 존대하지만 사실 해랑보다 4살이나 많다. 밑으로 여동생이 한명 있는데 무슨 이유에서인지 수용소에 수감되어 있다. 처음 등장했을때만 해도 김태원과 나란히 어깨를 함께하며 해랑과 적으로 마주하지만 나중에 해랑이 자신을 비롯한 모든 조원들의 가족을 챙겨줬다는걸 알고는 두사람을 옥상으로 피신시켜준후 근처에서 잠복중이던 저격수들의 총을 맞고 죽는다.
- 황재오

백두조 조장. 하지만 간첩으로써의 실력이나 자질은 류환과 해랑보다 한수 아래. 그래서 두사람에게 심한 열등감을 가지고 있다. 하지만 공사장에서 처음 등장하고 극이 흘러갈수록 간첩이라기보다는 전형적인 3류악당의 찌질한 면모만을 보여주며 결국 김태원에게 사살당한다.
- 김태원

5446부대 대좌. 윗선의 지시로 소속부대 공작원들에게 자살명령을 내렸고 이를 따르지 않는 자들은 자신이 직접 제거하기로 맹세한다. 그래서 명령에 불응한 류환, 해랑, 해진을 없애기 위해 직접 남한까지 내려왔다. 비록 명령이긴 하지만 직접 훈련시킨 대원들을 죽이는 일을 매우 안타깝게 생각하고 있다.
- 리무혁

5446부대 최고 지휘자로 계급은 대장...이면서 5446부대를 만든 장본인이자 해랑의 아버지. 단지 자신의 영향력을 지키겠다는 이유만으로 남한에서 활동중인 간첩들에게 자결명령을 내리는가 하면 김태원을 보내 불복종자들을 모조리 제거하라고 말하는 등 피도 눈물도 없는 냉혈인으로 그려진다. 게다가 사실 해랑은 아내가 아닌 다른 여자, 즉 첩실이 낳은 자식이었다. 그리고 해랑의 어머니를 헌신짝 버리듯 버렸고 그 때문에 해랑과 그의 모친은 무척이나 기구한 삶을 살게된것이다. 그래서 해랑은 아버지를 그리 달가워하지 않는다.

### 동네사람들
- 전순임(55세)

류환이 신세지는 슈퍼집 아주머니. 마을에서는 슈퍼할매라는 이름으로 통한다. 남편을 여의고 아들 두석과 둘이서 살던 어느날 비오는 길바닥에 쓰러진 류환을 데려와 친아들처럼 거두어준다. 신부전증을 앓고있어서 기침을 달고 살지만 아무에게도 말하지 않았다. 당연히 진작부터 눈치를 채고 있었던 류환으로부터 병원에 가보라는 조언을 듣지만 이후 여전히 혼자 삭히고 있는 것 같다. 여러 가지 정황(처음 류환이 쓰러져 있을 때 오성조 조장 원류환이라고 중얼거리던 말, 조폭들에게 된통맞고 수치심에 주먹을 움져잡는 류환의 손을 잡으며 가만있으라고 말하는 부분)을 통해 류환이 원래부터 모자란 놈이 아니라는걸 어렴풋이 직감하고 있었지만 모르는척 한다.
- 조두석(27세)

순임의 하나뿐인 아들이자 말단 순경. 날마다 류환을 '똥구'라고 부르며 바보취급했고 철저하게 부려먹기까지 한다. 경찰이긴 하지만 운동신경은 별로인지 엄마의 가게에서 행패를 부린 조폭들에게 복수를 한답시고 쇠파이프를 들고 찾아갔다가 오히려 호되게 두들겨맞고 그들에게 제압당하는 신세가 된다. 그러다 24화에서는 새삼 진지한 얼굴로 속마음을 털어놓기 시작하는데 이때 나온 대사가 "형이 돈도 많이 벌고 진급도 팍팍 해서 하나 있는 동생…. 보살필 수는 있으니까. 넌 나만 믿고 살면 돼." 날마다 허드렛일을 모조리 떠넘기면서 속으로는 그를 친동생 이상으로 잘 아끼고 있다는걸 보여주는 대목이다.
영화판에선 나이도 30세로 3살 올라갔고 직업도 순경이 아닌 경찰지망생으로 나온다.
- 란/허이란(25세)

란이라는 예명으로 활동중인 밤무대 재즈가수. 그래서인지 날마다 야리끼리한 의상을 입고 나온다. 거기다 꽤나 꼴초라 마트에 들를 때마다 항상 담배를 사간다. 날마다 술에 취해 비틀거리는가 하면 웃고 다니는등 어딘가 나사빠진 모습으로만 나오지만 17화에서 18살때 아이를 낳은 미혼모이며 낳은 아이는 부모가 입양보내면서 한번도 본적이 없다는 뜻하지 않은 사연이 공개됐고 평소 그녀를 귀찮아하던 류환조차도 그 순간만큼은 몇초나마 묵시적인 위로를 해준다. 아이 생각이 꽤나 간절했는지 류환이 입양아의 주소를 건네줬을 때 눈시울을 붉힌다. 해랑과 같은집에서 살고있다.
영화판에서는 두석의 짝사랑 상대로 나오지만 당연히 두석을 전혀 이성으로 보고있지 않다.
- 윤유란(22세)

중소기업 대리. 마음씨가 매운 고운 아가씨라서 항상 나사가 빠져있는(척 하는) 류환에게도 밝은 표정으로 인사를 건네는 착하디 착한 아가씨. 부모는 없고 고등학생인 남동생과 둘이서 살고있다. 류환의 짝사랑 상대라 그녀에게 잘보이기 위해 고군분투를 하지만 일이 꼬여서 잘 안되는 상태. 류환이 고국으로부터 지령을 받고 움직이기 시작하고나서는 비중이 사라진다. 그러다 뒷이야기를 다룬 슬럼버 편에서 간만에 재등장했는데 류환이 날마다 빗자루질을 하던 자리를 몇초동안 바라보다가 무표정으로 가버린다.
- 윤유준(18세)

유란의 남동생. 날마다 싸움만 하고다니는 문제아다. 4살이나 많은 누나에게 반말은 기본이며 휴대폰에도 '절벽추녀'라고 저장해둘정도로 하극상이 일상이다. 하지만 류환이 유란을 훔쳐볼때마다 누나 훔쳐보지 말라며 주먹을 날리는가하면 유란에게 치근거리는 직장상사를 보더니 곧바로 그의 멱살을 잡고 누나 잘려도 자기가 먹여살릴거라고 큰소리치는것으로 보아 하나뿐인 혈육에 대한 사랑은 남다른듯 하다. 본편에선 후반부에서 사라졌다가 슬럼버 편에서 재등장. 누나처럼 류환이 서있던 자리를 바라보곤 한숨을 쉬며 가버린다. 날마다 바보라고 무시하긴 했어도 속으로는 정이 든 모양이다.
- 고구영(65세)

해랑과 이란이 세들어사는 월세집 주인이며 통칭 고영감. 류환 또래의 아들이 있었지만 지나친 학업스트레스로 자살을 해버렸다. 젊은시절 형사로 활약한지라 남몰래 류환의 신상에 대해 조사하고 있었는데 자료가 정확하게 나오지 않자 단박에 그를 '알아선 안될 위험한 사람'이라고 여기지만 딱히 경계하는 눈치는 아니었다. 이 부분을 들었을때는 류환조차도 내심 놀라는 분위기였다.
- 황치웅&황성민(8세)

류환 괴롭히는걸 일상으로 여기는 꼬마형제들. 류환이 마을사람들중에서도 치가 떨릴정도로 싫어하는 상대다. 하지만 임무수행중인데다 상대가 어린아이들인만큼 속으로만 분노하고 있던 어느날 치웅이 눈물범벅이 된 얼굴로 찾아와 동생이 사라졌다며 찾아달라고 애원한다. 이를 본 류환은 평소의 앙금은 잠시 제쳐두고 시키는대로 동생 찾는걸 도와준다.

## 기록
2013년 전체 영화 중 최고 오프닝 스코어(50만명)를 세운 데 이어 현충일 하루 동안 91만 명을 영화관으로 불러들이며 일일 최다관객을 기록했다.